# Issé (opera)

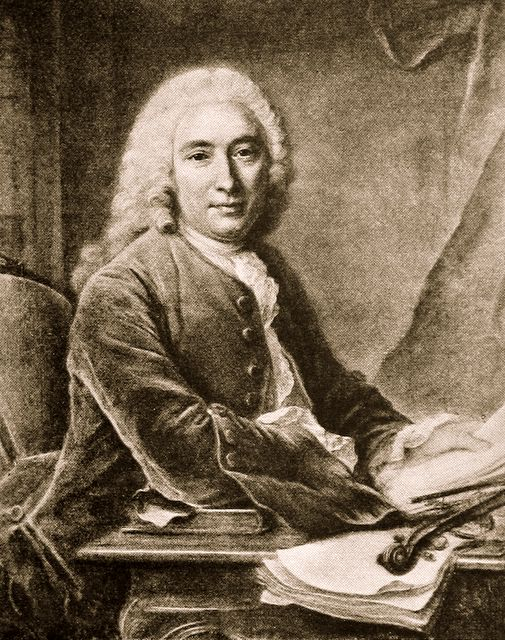
André Cardinal Destouches

Issé är en opera (pastorale héroïque) med musik av André Cardinal Destouches. Ursprungligen bestod operan av tre akter. Den slutliga versionen bestod av en prolog och fem akter. Librettot skrevs av Antoine Houdar de la Motte. Trots att Destouches endast var 25 år gammal vid tiden för premiären ansågs operan som hans bästa verk.

## Uppförandehistorik
Issé uppfördes först i en konsertant version utan prolog i Salle de la Belle-Cheminée i Slottet i Fontainebleau den 7 oktober 1697. På uppmaning av kung Ludvig XIV lades en prolog till för den officiella premiären som också var ett konsertant uppförande den 17 december i Trianon (Versailles) med anledning av festligheterna kring bröllopet mellan prinsessan Marie-Adélaïde av Savojen och kung Ludvigs sonson, hertigen av Burgund, till vilken Issé var tillägnad. Ludvig XIV var så nöjd med verket efter premiären i Trianon att han skänkte Destouches en börs med 200 lusidorer. Den första scenversionen sattes upp på Parisoperan (med prolog och tre akter) den 30 december 1697 på Théâtre du Palais-Royal i Paris. Destouches reviderade senare operan till en storslagen fem-aktsversion för uppförandet på Palais-Royal den 14 oktober 1708. Issé var så framgångsrik att den behöll sin plats på repertoaren där fram till 1757. Den framfördes även ett flertal gånger vid hovet fram till 1773. Madame de Pompadour sjöng titelrollen i en uppsättning på Théâtre des Petits Cabinets i Versailles 1749.

## Roles
| Personer           | Stämma       | Fontainebleaubesättning, 7 oktober 1697 (Dirigent: Antoine Grimaldi) | Trianonbesättning, 17 december 1697 (Dirigent: Antoine Grimaldi) | Fem-aktsversionen, 14 oktober 1708 (Dirigent: – ) |
| Prolog             | Prolog       | Prolog                                                               | Prolog                                                           | Prolog                                            |
| ------------------ | ------------ | -------------------------------------------------------------------- | ---------------------------------------------------------------- | ------------------------------------------------- |
| En Hespéride       | sopran       | –                                                                    | Marie-Louise Desmatins                                           | Mlle Dun                                          |
| Hercule            | baryton      | –                                                                    | Charles Hardouin                                                 | Gabriel-Vincent Thévenard                         |
| Jupiter            | baryton      | –                                                                    | Gabriel-Vincent Thévenard                                        | Charles Hardouin                                  |
| Pastorale héroique |              |                                                                      |                                                                  |                                                   |
| Issé               | sopran       | Marthe Le Rochois                                                    | Marthe Le Rochois                                                | Françoise Journet                                 |
| Doris              | sopran       | Fanchon Moreau                                                       | Fanchon Moreau                                                   | Mlle Poussin                                      |
| Philémon (Apollon) | haute-contre | Louis Gaulard Dumesny                                                | Louis Gaulard Dumesny                                            | Jacques Cochereau                                 |
| Storprästen        | baryton      | Charles Hardouin                                                     | Charles Hardouin                                                 | Charles Hardouin                                  |
| Hylas              | baryton      | Gabriel-Vincent Thévenard                                            | Gabriel-Vincent Thévenard                                        | Gabriel-Vincent Thévenard                         |
| Pan                | bas          | Jean Dun, 'père'                                                     | Jean Dun, 'père'                                                 | Jean Dun, 'père'                                  |
| Herde, orakel      | haute-contre | Antoine Boutelou                                                     | Antoine Boutelou                                                 | Antoine Boutelou                                  |
| Sömnen             | haute-contre | Antoine Boutelou                                                     | Antoine Boutelou                                                 | Buseau                                            |

## Handling
Apollon förklädd till herden Philémon jagar nymfen Issé, medan Pan fattar tycke för Doris.